# SV Bavenstedt
Der SV Bavenstedt (kurz SVB) ist ein Sportverein in Hildesheim. Er entstand im Jahre 1946. Neben der erfolgreichen Fußballabteilung werden in dem Verein die Sportarten Jazz Dance, Tischtennis und Nordic Walking angeboten.

## Geschichte
Die Anfänge des Fußballsports in Bavenstedt liegen im Jahr 1911. Unter Leitung von Clemens Willke fanden sich eine Handvoll junger Männer zusammen, die den Verein Schwarz-Weiß Deutschland ins Leben riefen. Als Trainingsstätte dienten die Stoppelfelder des Ortes. Der Erste Weltkrieg setzte den sportlichen Aktivitäten ein Ende. Nach Kriegsende schlossen sich die Bavenstedter Fußballspieler dem VfB Hildesheim als vierte Mannschaft an.
Erst 1929 wurde wieder ein Sportverein gegründet. Auf Initiative von Kreisjugendpfleger August Söding, dem Gemeindevorsteher Helmke sowie den Lehrern Jung und Buerschaper wurde eine Sportgemeinschaft der Deutschen Jugendkraft errichtet. Der Verein bestand bis zum Verbot durch die nationalsozialistischen Behörden im Jahr 1933. Der heutige SV Bavenstedt wurde am 1. Februar 1946 in der kleinen Stube von Bormanns Saalbau gegründet. Das sportliche Angebot des Vereins umfasste neben Fußball auch Handball, Leichtathletik und Sommerspiele. Noch im Gründungsjahr stiegen die Fußballer in die erste Kreisklasse auf.
Der größte Erfolg der Vereinsgeschichte war 2007 der Aufstieg in die fünftklassige Niedersachsenliga West. In der Saison 2009/10 konnte man sich als Tabellenvierzehnter jedoch nicht für die neugeschaffene eingleisige Niedersachsenliga qualifizieren, so dass der Verein seit der Saison 2010/11 in der sechstklassigen Landesliga Hannover antritt.

## Erfolge
- 2007: Aufstieg in die Niedersachsenliga West

## Persönlichkeiten
- Michael Gue
- Marc Vucinovic
- Fabian Wetter